# Dinastía Shun
La dinastía Shun (en chino tradicional, 順朝; en chino simplificado, 顺朝; pinyin, Shùn cháo) fue una dinastía imperial de China creada en el breve periodo de tiempo entre la dinastía Ming y la dinastía Qing.

## Historia
La dinastía fue fundada en Xi'an el 8 de febrero de 1644, el primer día del año lunar chino, por Li Zicheng, el líder de una gran rebelión campesina. Li, sin embargo, solo adoptó el título de rey (en chino simplificado, 王; pinyin, wáng), no el de emperador (en chino simplificado, 皇帝; pinyin, huángdì). La toma de Pekín por las fuerzas Shun en abril de 1644 marcó el final de la dinastía Ming pero Li no consiguió consolidar su mandato: a finales de mayo fue vencido en la batalla del paso de Shanhai por las fuerzas del general Ming Wu Sangui y el ejército manchú del príncipe Dorgon. Cuando huyó de vuelta a Pekín a principios de junio, Li se proclamó emperador de China y abandonó con prisa la capital. La dinastía Shun finalizó con la muerte de Li en 1645.
Tras la creación de la dinastía Shun, Li Zicheng ordenó a los soldados matar a los resistentes Ming que quedaban en Pekín. Esto derivó en fuertes rebeliones de las fuerzas de los Ming del Sur. A esto se le sumó la lucha de los ministros Shun por el poder, lo que contribuyó a que la dinastía durase menos de un año.

## Generales y líderes
- Niu Jinxing (牛金星).
- Gu Jun'en (顧君恩).
- Li Yan (李岩).
- Song Xiance (宋獻策).
- Liu Zongmin (劉宗敏) general.
- Yuan Zongdi (袁宗第)
- Tian Jianxiu (田見秀)
- Hao Yaoqi (郝搖旗). general.
- Li Guo (李過) general.
- Gao Jie (高傑) general.
- Gao Guiying (李妻高氏). Esposa de Li Zicheng; general.[3]